# Andy Lee
Andy Lee (Hinckley, 27 de noviembre de 1980) es un jugador de snooker hongkonés.

## Biografía
Nació en la localidad inglesa de Hinckley en 1980, aunque desde 2012 juega bajo la nacionalidad hongkonesa. Es jugador profesional de snooker desde 2008, aunque se cayó del circuito profesional tras su primera temporada y no recuperó la plaza hasta 2018. No se ha proclamado campeón de ningún torneo de ranking, y su mayor logro hasta la fecha fue alcanzar los dieciseisavos de final en tres ocasiones, a saber: los del Abierto de Gibraltar de 2019 (cayó derrotado 0-4 ante Andrew Higginson), los del Abierto de Gales de 2020 (2-4 frente a Mark Selby) y los del Abierto de Irlanda del Norte de 2022 (3-4 contra Mark Allen). Tampoco ha logrado hilar ninguna tacada máxima, y la más alta de su carrera está en 130.